# Унт, Рихо
Ри́хо Унт (эст. Riho Unt; род. 15 мая 1956, Харьюмаа, Эстонская ССР, СССР) — советский и эстонский сценарист, режиссёр и художник-постановщик. Рисовал иллюстрации и создавал детские книги.

## Биография
Родился 15 мая 1956 года в Харьюмаа.
В 1976 году окончил Таллинскую 37-ю среднюю школу. В 1977—1979 годах учился в Таллинском педагогическом институте. В 1982 году окончил Государственный художественный институт Эстонской ССР по специальности «художник-постановщик». В 1982—1991 годах работал режиссёром и художником-постановщиком мультипликационных фильмов на киностудии «Таллинфильм», с 1991 года на студии «Nukufilm».
Преподавал 3D-анимацию в Университете искусств в Турку, киношколе «Volda» в Норвегии и на анимационных курсах в Хельсинки. С 1998 года является доцентом кафедры сценографии в Эстонской академии художеств.
Один из самых популярных мультфильмов режиссёра — «Капуста» (1993) в 1993 году был награждён годовой премией Эстонского фонда культуры и в 1994 году Государственную культурную премию. В 2001 году режиссёр был награждён орденом Белой звезды V класса.
В 2015 году за свой фильм «Мастер» получил приз жюри на Международном фестивале анимационных фильмов в Анси. Данная награда была вручена Рихо Унту президентом DreamWorks Pictures Джеффом Смоллом и является второй по значимости на фестивале.

## Фильмография
- 1983 — Узел — художник-постановщик
- 1984 — Небесная невеста — художник-мультипликатор
- 1984 — Новогодняя сказка — режиссёр, художник-постановщик
- 1985 — Заколдованный остров — сценарист, режиссёр, художник-постановщик
- 1986 — Весенняя муха — режиссёр, художник-постановщик
- 1987 — Война — сценарист, режиссёр, художник-постановщик
- 1988 — Дом культуры — сценарист, режиссёр, художник-постановщик
- 1990 — Школьные истории IV. Урок географии — сценарист, режиссёр
- 1990 — Джекпот — режиссёр
- 1991 — Братья и сёстры — художник-постановщик
- 1992 — Incipit vita nova — сценарист
- 1992 — Овечка в правом нижнем углу — художник-постановщик
- 1993 — Капуста — сценарист, режиссёр, художник-постановщик
- 1994 — Поздний роман — режиссёр, художник-постановщик
- 1995 — XXXX или ASA — художник-постановщик, монтажёр
- 1997 — Обратно в Европу — сценарист, режиссёр, художник-постановщик
- 1998 — Примавера — сценарист, режиссёр, художник-постановщик
- 2000 — Интернет Самуэля — режиссёр, художник-постановщик, монтажёр
- 2002 — Парад пингвинов — сценарист, режиссёр, художник-постановщик, монтажёр
- 2002 — Есть душа — сценарист, режиссёр, художник-постановщик, монтажёр
- 2005 — Братья Медвежьи сердца — сценарист, режиссёр, художник-постановщик, монтажёр
- 2006 — Мириам и потоп — режиссёр, монтажёр
- 2006 — Курятник Мириам — режиссёр, монтажёр
- 2007 — Северный дракон — сценарист, режиссёр, художник-постановщик, монтажёр
- 2008 — Лили — сценарист, режиссёр, художник-постановщик, монтажёр
- 2012 — С днём рождения — сценарист, режиссёр, художник-постановщик, монтажёр
- 2012 — Белое домино — аниматор
- 2013 — Воздушный змей Мириам — режиссёр, монтажёр
- 2015 — Мастер — сценарист, режиссёр, художник-постановщик, монтажёр
- 2017 — Мириам на берегу озера — режиссёр
- 2018 — Мария и семь гномов — сценарист, режиссёр, художник-постановщик, монтажёр
- 2018 — Капитан Мортен и королева пауков — режиссёр, художник-декоратор
- 2019 — Крылья — сценарист, режиссёр, художник-постановщик, монтажёр
- 2024 — Ваза — режиссёр
- 2024 — Касабланка — сценарист, режиссёр, художник-постановщик, монтажёр
- 2025 — Арно и Теэле — режиссёр
- 2025 — Новичок — сценарист, режиссёр, художник-постановщик, монтажёр

## Награды и премии
- 1985 — Награда за лучший дебют на Минском Всесоюзном фестивале за фильм «Новогодняя сказка»
- 1986 — Эстонская кинопремия за фильм «Весенняя муха»
- 1988 — Приз жюри на Всесоюзном кинофестивале в Киеве за фильм «Война»
- 1988 — 2 премия студентам-кинематографистам на Международном фестивале анимационных фильмов в Анси за фильм «Война»
- 1988 — Диплом жюри на Международного фестивале короткометражных фильмов в Тампере за фильм «Война»
- 1988 — 2 премия на Шанхайском международном фестивале анимационных фильмов за фильм «Война»
- 1989 — Гран-при и премия журналистов на Всесоюзном кинофестивале в Киеве за фильм «Дом культуры»
- 1990 — Приз жюри на Международном фестивале анимационных фильмов в Бург-ан-Брессе за фильм «Школьные истории»
- 1994 — Диплом жюри на Международном фестивале короткометражных фильмов в Тампере за фильм «Капуста»
- 1994 — Приз жюри на Международном фестивале короткометражных фильмов в Санкт-Петербурге «Капуста»
- 1994 — Приз жюри на Международном фестивале короткометражных фильмов в Вила-ду-Конди за фильм «Капуста»
- 1994 — Государственная культурная премия Эстонии за фильм «Капуста»
- 1997 — Главный приз жюри на Пярнуских днях кино за фильм «Капуста»
- 1998 — Гран-при жюри и лучший дизайн за фильм «Назад в Европу»
- 1998 — Специальный приз жюри на фестивале кино и телешоу в Борнхольме за фильм «Назад в Европу»
- 1998 — Специальный приз жюри на Кинофестивале в Алма-Ате за фильм «Назад в Европу»
- 1998 — Финалист на Международном фестивале анимационных фильмов в Лос-Анджелесе за фильм «Назад в Европу»
- 1999 — Бронзовый приз на Международном фестивале анимационных фильмов в Сеуле за фильмы «Назад в Европу» и «Примавера»
- 2000 — Ежегодная премия Культурного фонда Эстонии за фильм «Интернет Самуэля»
- 2000 — Первая премия на кинофестивале «Арсенал» в Риге за фильм «Интернет Самуэля»
- 2000 — Финалист на Кинофестивале в Венеции за фильм «Интернет Самуэля»
- 2001 — Орден Белой звезды V класса
- 2001 — Приз за лучший сериал на Международном фестивале анимационных фильмов «КРОК» за фильм «Интернет Самуэля»
- 2002 — Лучший анимационный фильм стран Балтии на кинофестивале «Арсенал» за фильм «Есть душа»
- 2003 — Лучший анимационный фильм на Международной панораме независимых режиссёров в Салоники за фильм «Парад пингвинов»
- 2005 — Премия Эстонского культурного фонда в области аудиовизуального искусства за лучший анимационный фильм года («Братья Медвежье сердце»)
- 2005 — Приз зрительских симпатий «Мефисто» на Международном фестивале документального и анимационного кино в Лейпциге за фильм «Братья Медвежье сердце»
- 2006 — Премия ща лучшую режиссуру короткометражного фильма и приз жюри на фестивале Art Film Fest в Словакии за фильм «Братья Медвежье сердце»
- 2006 — Приз зрительских симпатий в категории «Короткометражный фильм» на Международном фестивале анимационных фильмов в Сеуле за фильм «Братья Медвежье сердце»
- 2007 — Специальный приз жюри за самый смешной фильм на Международном фестивале анимационного кино «КРОК» за фильм «Братья Медвежье сердце»
- 2007 — Лучшая анимация в специальной технике на Международном фестивале анимационных фильмов в Неуме за фильм «Братья Медвежье сердце»
- 2007 — Международная премия «Золотая Панда» за лучшую анимацию на Телевизионном фестивале в провинции Сычуань за фильм «Братья Медвежье сердце»
- 2009 — Диплом «За кукольную анимацию, которая поражает, как чёрная смерть» на Международном фестивале анимационных фильмов ANIMATEKA в Любляне за фильм «Лили»
- 2009 — Приз за лучшую анимацию на кинофестивале в Аванке за фильм «Лили»
- 2009 — Международный гран-при на Международном фестивале анимационных фильмов в Вильнюсе Tindirindis за фильм «Лили»
- 2015 — Номинация Эстонии на премию «Оскар» в категории «Анимация» за фильм «Мастер»
- 2015 — Специальное упоминание на Фестивале анимационных снов в Таллине за фильм «Мастер»
- 2015 — Бронзовый кирпич на фестивале Animax в Скопье за фильм «Мастер»
- 2015 — Почётное упоминание на 5-м Международном фестивале покадровой анимации в Ресифи за фильм «Мастер»
- 2015 — Специальное упоминание на Международном кинофестивале Stoptrik в Словении за фильм «Мастер»
- 2015 — Специальное упоминание жюри короткометражного фильма в категории «Анимация» на Международном кинофестивале в Монтеррее за фильм «Мастер»
- 2015 — Почётное упоминание жюри на Международном фестивале анимационных фильмов Imaginaria в Италии за фильм «Мастер»
- 2015 — Специальная награда на Всемирном фестивале анимационных фильмов Animafest Zagreb в Загребе за фильм «Мастер»
- 2015 — Главный приз на кинофестивале в Бадалона за фильм «Мастер»
- 2015 — Гран-при на Международном фестивале анимационного кино Cinanima в Эшпинью за фильм «Мастер»
- 2015 — Премия Cartoon Network за лучший короткометражный анимационный фильм на Международном фестивале анимации в Оттаве за фильм «Мастер»
- 2015 — Гран-при на Международном фестивале анимационных фильмов в Анси за фильм «Мастер»
- 2016 — Лучший короткометражный фильм на 6-м Международном кинофестивале Rabbitfest в Перудже за фильм «Мастер»
- 2016 — Специальный приз жюри на 16-м Международном фестивале анимационных фильмов в Хиросиме за фильм «Мастер»
- 2016 — Почётное упоминание жюри на фестивале анимационных фильмов Monstra в Лиссабоне за фильм «Мастер»
- 2016 — Премия Эстонской ассоциации киножурналистов «Neitsi Maali» за лучший эстонский фильм 2015 года («Мастер»)
- 2016 — Фильм года 2015 на Ежегодной премии Эстонского культурного фонда за фильм «Мастер»
- 2016 — Премия за выдающиеся достижения на Японском фестивале медиаискусства в Токио за фильм «Мастер»
- 2017 — Премии «Лучший фильм», «Лучший сценарий» и «Лучший режиссёр» на Международном фестивале анимационных фильмов в Гоянии за фильм «Мастер»
- 2017 — Лучший анимационный фильм на 1-м Международном фестивале короткометражных фильмов в Цзиньчэне за фильм «Мастер»
- 2018 — Европейская премия в области анимации на EMILE AWARDS 2018 за фильм «Капитан Мортен и королева пауков»
- 2018 — Лучший анимационный фильм на Международном кинофестивале детского и юношеского кино Schlingel в Хемнице за фильм «Капитан Мортен и королева пауков»
- 2018 — Специальное упоминание жюри на Международном кинофестивале в Форли за фильм «Мария и семь гномов»
- 2019 — Номинация на премию Эстонской ассоциации кино и телевидения в категории анимационных фильмов за фильм «Капитан Мортен и королева пауков»
- 2019 — Специальная премия на кинофестивале «Cartoons on the Bay» в Италии за фильм «Капитан Мортен и королева пауков»
- 2019 — Специальное упоминание жюри на Международном фестивале анимационных фильмов Tindirindis за фильм «Мария и семь гномов»
- 2020 — Финалист на Международном фестивале анимационных фильмов в Штутгарте за фильм «Крылья»
- 2020 — Номинация на премию на фестивале короткометражных фильмов в Мельбурне за фильм «Крылья»
- 2020 — Специальное упоминание жюри на фестивале короткометражных фильмов «Avanca» за фильм «Крылья»
- 2020 — Лучший короткометражный фильм философского и научного содержания на фестивале короткометражных фильмов Реджо за фильм «Крылья»
- 2021 — Лучший анимационный фильм на премии World Independent Cinema Awards в Лос-Анджелесе за фильм «Крылья»
- 2022 — Номинация на премию на Арктическом кинофестивале за фильм «Крылья»
- 2022 — Полуфиналист на New York Indie Shorts Awards за фильм «Крылья»[1]